# Antinoe (figlia di Pelia)
Antìnoe era, nella mitologia greca, una delle tre figlie di Pelia, re di Jolco, e di Anassibia. Ebbe parte nella morte di suo padre.
Pelia venne infatti ucciso a causa dei perfidi consigli di Medea, la quale avea promesso ad Antinoe di risuscitarlo giovane.